# Luo (peuple)
 Fusionner dans Luo (peuples)
Pour les articles homonymes, voir luo.
Les Luo [lúô] (jo Luo [ɟólúô] en langue luo), parfois aussi appelés Nilotes Kavirondo, vivent dans l'ancienne province de Nyanza au Kenya (Luo du Kenya) et dans le nord de la région de Mara en Tanzanie (Luo Suba).
D'importantes communautés de Luo vivent à Nairobi, à Mombasa et à Arusha.

## Ethnonymie
L'ethnonyme « Luo » signifie « suivre » en langue luo (dholuo).
L'étymologie du mot « kavirondo » a plusieurs origines possibles :
- de la position prise par les jeunes guerriers pour s'asseoir sur leurs talons. Cette position est appelée kaa virondo en swahili et, péjorativement, wa kavirondo (« peuple qui s'assied sur les talons ») ;
- d'une corruption des mots swahili kaffir (« païen ») et de rondo (« enduire le corps de boue ») ;
- du mot bantou-luganda kaba-londo qui est une association de deux autres mots : kabaka (« le roi ») et namu londo (« le tabouret où le roi est couronné »).

## Population
Selon le recensement de 2009 au Kenya, 4 044 440 personnes sont considérées comme Luo, constituant ainsi le quatrième groupe ethnique du pays, après les Kikuyus, les Luhya et les Kalendjins. Ils représentent 13 % de la population. Les Luo proprement dits sont 5 200 000, auxquels il faut ajouter les Luo Suba qui sont 75 000[réf. nécessaire].
En Tanzanie, on évalue à 327 000 le nombre de Luo Suba.

## Langue
Au Kenya, les Luo utilisent trois langues : les deux langues officielles que sont l'anglais et le swahili ainsi que leur langue propre qu'est le luo (toujours enseigné dans l'enseignement primaire). La jeune génération utilise aussi beaucoup le sheng.
En Tanzanie, les Luo Suba utilisent le swahili qui est une langue officielle de facto et le luo. Beaucoup connaissent aussi l'anglais mais il reste très peu de locuteurs de « pur » suba-simbiti.

## Religion
Dans l'ordre d'importance : anglicanisme, catholicisme, doctrines syncrétistes mêlant foi chrétienne et culte des ancêtres, islam.
Pour nommer le Dieu des chrétiens, les Luo ont gardé les mêmes appellations que celles utilisées dans leur ancienne croyance : Nyasaye ou Were (cf. section détaillée : « Croyances religieuses »).

## Origine et histoire

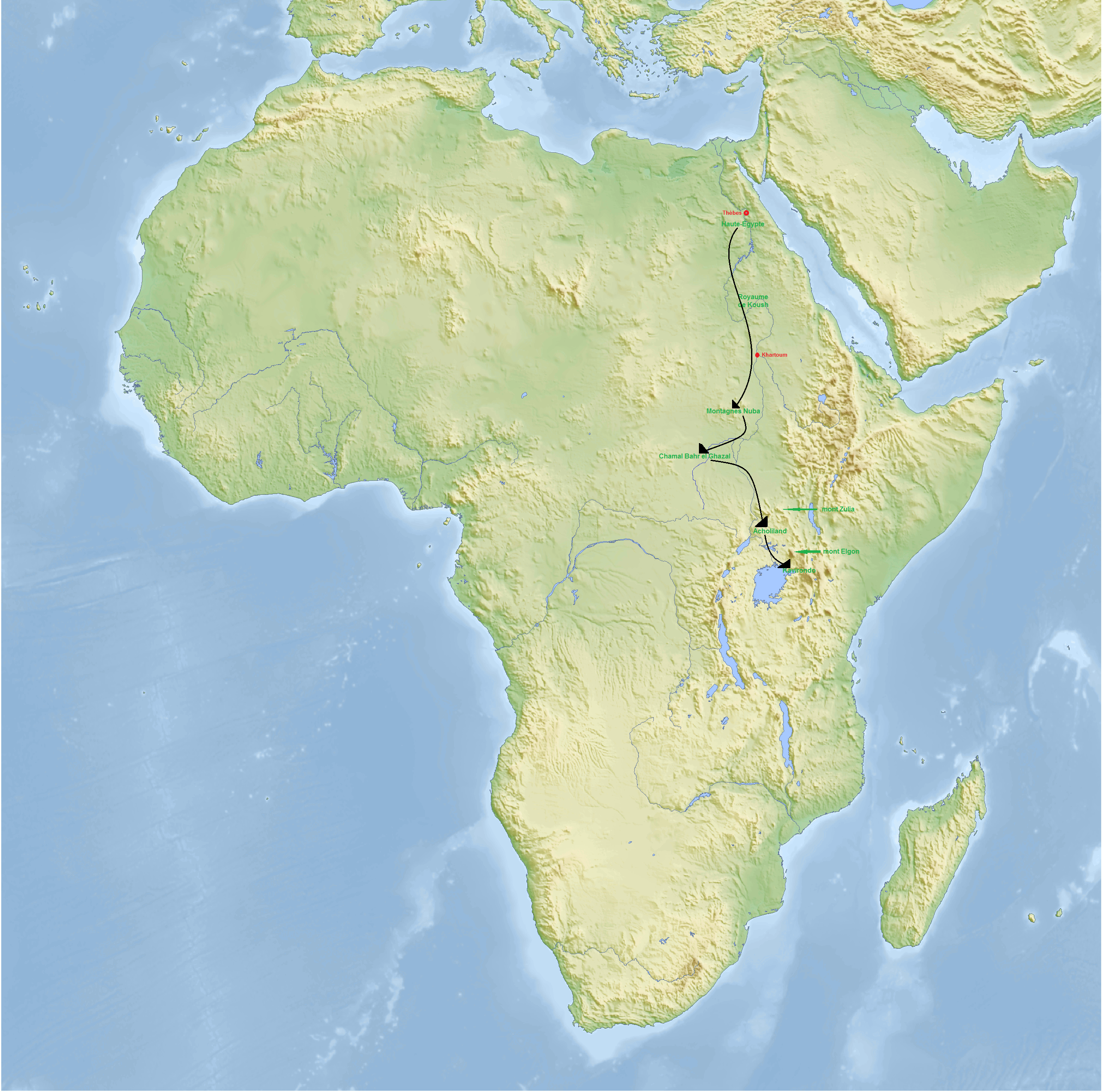
Les différents migrations des Luo depuis la Haute-Égypte jusqu'au Kavirondo.

La première origine connue de tous les peuples luo est la région de Thèbes en Haute-Égypte. Après une première migration qui leur fait remonter le Nil puis le Nil Blanc vers les montagnes Nuba au Djanoub Kourdoufan nubien, le groupe émigre dans le Chamal Bahr al-Ghazal toujours en remontant le Nil et, ensuite, le Bahr el-Ghazal. Vers l'an 1300 apr. J.-C., une épidémie de charbon décime le bétail et les oblige à pratiquer la pêche.

L'épidémie de peste qui ravage la vallée du Nil à la fin du XVe siècle et la famine qui s'ensuivit poussent les peuples luo à un nouvel exode. Une tradition orale des Luo-Dinka et des Luo-Shilluk du Bahr al-Ghazal relate cet exode : 
« un certain Dimo était en querelle avec son frère aîné Nyikango pour l'obtention de l'attribut royal représenté par la lance de leur père. Dimo ayant finalement dû s'incliner, il s'exile avec ce qui va devenir l'ensemble des peuples luo vers le sud, laissant la Nubie à son frère. Gilo, le cadet des trois frères, s'expatrie, quant à lui, vers le sud-est pour créer le peuple des Anuak ».
D'autres Nilotes comme les Maasaï et les Kalenjin quittent, également, la Nubie à la même époque. Ceux-ci prennent la direction du sud en passant par l'est des monts Zulia et Elgon, arrivent dans la vallée du Grand Rift et en chassent les populations bantoues venues d'Afrique centrale et présentes, pour leur part, depuis la fin du premier millénaire.
« Aruwa et Podho, les deux fils du chef Ramogi, ont une dispute à propos de faire connaitre qui des deux a réussi à faire fuir un troupeau d'éléphants qui ravageait le champ de sorgho. La vérité étant impossible à établir, les deux frères se séparent. Aruwa part vers l'est et sera à l'origine des Acholis, des Langi, des Alur. Podho part vers le sud pour arriver au Busoga ».
C'est à partir de cette séparation que l'on peut parler de Joka Luo (« peuple luo ») ou de jo Luo (« hommes (de la tribu) Luo » en luo) à propos des Luo du Kenya et de Tanzanie.[réf. nécessaire]
Les premiers jo Luo arrivés, du Busoga, au Kavirondo pendant le XVIe siècle sont ceux du clan des jo Ugenya emmenés par Ajwang' Ramogi. Ils s'installent quelque temps dans les environs de Bunalya, au nord du marais de Yala, puis traversent le marais pour occuper l'actuelle Ramogi hill où ils construisent un gunda bur (village protégé par un talus de terre).
Bien que le plus ancien ancêtre propre aux jo Luo dont se souvient la tradition orale soit Podho, le père d'Ajwang' Ramogi, c'est ce dernier qui est considéré comme le fondateur et les noms de ses descendants restent, à l'heure actuelle, très présents dans les noms de familles (Omolo, Ragem, Okoth, Julu, Ramogi).
C'est Alego, le descendant direct au cinquième degré d'Ajwang' Ramogi qui, le premier, quitte Got Ramogi (Ramogi hill) pour s'installer à un endroit appelé Nyandiwa de l'autre côté de la rivière Yala.
Les autres clans ont suivi, soit par terre soit par le lac, en vagues successives entre le XVIe siècle et le XVIIIe siècle. La première, et la plus importante, est celle des Joka Jok, venus, comme Ajwang' Ramogi, du Busoga. Elle est suivie par celle des Joka Jok venus du pays des Alur puis par celle des Joka Owiny venus du pays des Padhola (dans le sud-est de l'Ouganda) et enfin par celle des Joka Omolo venus du Pawir (Royaume du Buganda). Les clans les plus puissants étaient menés par Owuor (jo Kisumo), Sahkaria (jo Kano), Dimo (jo Yimbo) et, surtout, Alego (jo Alego). C'est par son « territoire » qu'ont transité tous les nouveaux arrivants avant de conquérir le Kavirondo.
Ces afflux répétés de clans bien organisés chassent les Luhya, entourent les Gusii et englobent les Suba (en) (aussi appelés Abasuba).
Actuellement, les jo Luo sont composés de 24 clans (oganda) auxquels il faut ajouter les quinze clans des Suba :
| jo Alego      | jo Asembo    | jo Gem       | jo Kabondo     | jo Kadem    |
| jo Kajulu     | jo Kamagambo | jo Kamgundho | jo Kano        | jo Kanyada  |
| jo Kanyamkago | jo Kanyamwa  | jo Kanyidoto | jo Karachuonyo | jo Karungu  |
| jo Kasgunga   | jo Kisumo    | jo Kwabwai   | jo Nyakach     | jo Sakwa    |
| jo Seme       | jo Ugenya    | jo Uyoma     | jo Yimbo       |             |
| Abasuba       | jo Gwassi    | jo Kaksingri | Jo Kamasengre  | Jo Kaswanga |
| jo Suna       |              |              |                |             |

Descendance mâle de Podho
|        |        |        |        |        |        |  |  |        |        |        |        |        |        |  |  | Podho |      |      |      |                |                |                |                |                |                |         |         |                     |                     |                     |                     |                     |                     |        |        |                |                |                |                |                |                |  |  |                                                                                               |                                                                                               |                                                                                               |                                                                                               |                                                                                               |                                                                                               |  |  |  |  |  |  |  |  |  |  |  |  |  |  |  |  |  |  |  |  |  |  |  |  |  |  |
|        |        |        |        |        |        |  |  |        |        |        |        |        |        |  |  |       |      |      |      |                |                |                |                |                |                |         |         |                     |                     |                     |                     |                     |                     |        |        |                |                |                |                |                |                |  |  |                                                                                               |                                                                                               |                                                                                               |                                                                                               |                                                                                               |                                                                                               |  |  |  |  |  |  |  |  |  |  |  |  |  |  |  |  |  |  |  |  |  |  |  |  |  |  |
|        |        |        |        |        |        |  |  |        |        |        |        |        |        |  |  |       |      |      |      |                |                |                |                |                |                |         |         |                     |                     |                     |                     |                     |                     |        |        |                |                |                |                |                |                |  |  |                                                                                               |                                                                                               |                                                                                               |                                                                                               |                                                                                               |                                                                                               |  |  |  |  |  |  |  |  |  |  |  |  |  |  |  |  |  |  |  |  |  |  |  |  |  |  |
| Muwiru | Muwiru | Muwiru | Muwiru | Muwiru | Muwiru |  |  | Okombo | Okombo | Okombo | Okombo | Okombo | Okombo |  |  | Omia  | Omia | Omia | Omia | Omia           | Omia           |                |                | Lang'ni        | Lang'ni        | Lang'ni | Lang'ni | Lang'ni             | Lang'ni             |                     |                     | Ramogi              | Ramogi              | Ramogi | Ramogi | Ramogi         | Ramogi         |                |                |                |                |  |  |                                                                                               |                                                                                               |                                                                                               |                                                                                               |                                                                                               |                                                                                               |  |  |  |  |  |  |  |  |  |  |  |  |  |  |  |  |  |  |  |  |  |  |  |  |  |  |
| Muwiru | Muwiru | Muwiru | Muwiru | Muwiru | Muwiru |  |  | Okombo | Okombo | Okombo | Okombo | Okombo | Okombo |  |  | Omia  | Omia | Omia | Omia | Omia           | Omia           |                |                | Lang'ni        | Lang'ni        | Lang'ni | Lang'ni | Lang'ni             | Lang'ni             |                     |                     | Ramogi              | Ramogi              | Ramogi | Ramogi | Ramogi         | Ramogi         |                |                |                |                |  |  |                                                                                               |                                                                                               |                                                                                               |                                                                                               |                                                                                               |                                                                                               |  |  |  |  |  |  |  |  |  |  |  |  |  |  |  |  |  |  |  |  |  |  |  |  |  |  |
|        |        |        |        |        |        |  |  |        |        |        |        |        |        |  |  |       |      |      |      |                |                |                |                |                |                |         |         |                     |                     |                     |                     |                     |                     |        |        |                |                |                |                |                |                |  |  |                                                                                               |                                                                                               |                                                                                               |                                                                                               |                                                                                               |                                                                                               |  |  |  |  |  |  |  |  |  |  |  |  |  |  |  |  |  |  |  |  |  |  |  |  |  |  |
|        |        |        |        |        |        |  |  |        |        |        |        |        |        |  |  |       |      |      |      | Mudama         | Mudama         | Mudama         | Mudama         | Mudama         | Mudama         |         |         |                     |                     |                     |                     | Podho               | Podho               | Podho  | Podho  | Podho          | Podho          |                |                |                |                |  |  | 14 autres fils                                                                                | 14 autres fils                                                                                | 14 autres fils                                                                                | 14 autres fils                                                                                | 14 autres fils                                                                                | 14 autres fils                                                                                |  |  |  |  |  |  |  |  |  |  |  |  |  |  |  |  |  |  |  |  |  |  |  |  |  |  |
|        |        |        |        |        |        |  |  |        |        |        |        |        |        |  |  |       |      |      |      | Mudama         | Mudama         | Mudama         | Mudama         | Mudama         | Mudama         |         |         |                     |                     |                     |                     | Podho               | Podho               | Podho  | Podho  | Podho          | Podho          |                |                |                |                |  |  | 14 autres fils                                                                                | 14 autres fils                                                                                | 14 autres fils                                                                                | 14 autres fils                                                                                | 14 autres fils                                                                                | 14 autres fils                                                                                |  |  |  |  |  |  |  |  |  |  |  |  |  |  |  |  |  |  |  |  |  |  |  |  |  |  |
|        |        |        |        |        |        |  |  |        |        |        |        |        |        |  |  |       |      |      |      |                |                |                |                |                |                |         |         |                     |                     |                     |                     |                     |                     |        |        |                |                |                |                |                |                |  |  |                                                                                               |                                                                                               |                                                                                               |                                                                                               |                                                                                               |                                                                                               |  |  |  |  |  |  |  |  |  |  |  |  |  |  |  |  |  |  |  |  |  |  |  |  |  |  |
|        |        |        |        |        |        |  |  |        |        |        |        |        |        |  |  |       |      |      |      |                |                |                |                |                |                |         |         | Nyaluo              | Nyaluo              | Nyaluo              | Nyaluo              | Nyaluo              | Nyaluo              |        |        | Ajwang' Ramogi | Ajwang' Ramogi | Ajwang' Ramogi | Ajwang' Ramogi | Ajwang' Ramogi | Ajwang' Ramogi |  |  |                                                                                               |                                                                                               |                                                                                               |                                                                                               |                                                                                               |                                                                                               |  |  |  |  |  |  |  |  |  |  |  |  |  |  |  |  |  |  |  |  |  |  |  |  |  |  |
|        |        |        |        |        |        |  |  |        |        |        |        |        |        |  |  |       |      |      |      |                |                |                |                |                |                |         |         | Nyaluo              | Nyaluo              | Nyaluo              | Nyaluo              | Nyaluo              | Nyaluo              |        |        | Ajwang' Ramogi | Ajwang' Ramogi | Ajwang' Ramogi | Ajwang' Ramogi | Ajwang' Ramogi | Ajwang' Ramogi |  |  |                                                                                               |                                                                                               |                                                                                               |                                                                                               |                                                                                               |                                                                                               |  |  |  |  |  |  |  |  |  |  |  |  |  |  |  |  |  |  |  |  |  |  |  |  |  |  |
|        |        |        |        |        |        |  |  |        |        |        |        |        |        |  |  |       |      |      |      |                |                |                |                |                |                |         |         | Omolo               | Omolo               | Omolo               | Omolo               | Omolo               | Omolo               |        |        | Jok            | Jok            | Jok            | Jok            | Jok            | Jok            |  |  |                                                                                               |                                                                                               |                                                                                               |                                                                                               |                                                                                               |                                                                                               |  |  |  |  |  |  |  |  |  |  |  |  |  |  |  |  |  |  |  |  |  |  |  |  |  |  |
|        |        |        |        |        |        |  |  |        |        |        |        |        |        |  |  |       |      |      |      |                |                |                |                |                |                |         |         | Omolo               | Omolo               | Omolo               | Omolo               | Omolo               | Omolo               |        |        | Jok            | Jok            | Jok            | Jok            | Jok            | Jok            |  |  |                                                                                               |                                                                                               |                                                                                               |                                                                                               |                                                                                               |                                                                                               |  |  |  |  |  |  |  |  |  |  |  |  |  |  |  |  |  |  |  |  |  |  |  |  |  |  |
|        |        |        |        |        |        |  |  |        |        |        |        |        |        |  |  |       |      |      |      |                |                |                |                |                |                |         |         |                     |                     |                     |                     |                     |                     |        |        |                |                |                |                |                |                |  |  |                                                                                               |                                                                                               |                                                                                               |                                                                                               |                                                                                               |                                                                                               |  |  |  |  |  |  |  |  |  |  |  |  |  |  |  |  |  |  |  |  |  |  |  |  |  |  |
|        |        |        |        |        |        |  |  |        |        |        |        |        |        |  |  |       |      |      |      | Ochiel         | Ochiel         | Ochiel         | Ochiel         | Ochiel         | Ochiel         |         |         | Ochielo             | Ochielo             | Ochielo             | Ochielo             | Ochielo             | Ochielo             |        |        | Imbo           | Imbo           | Imbo           | Imbo           | Imbo           | Imbo           |  |  |                                                                                               |                                                                                               |                                                                                               |                                                                                               |                                                                                               |                                                                                               |  |  |  |  |  |  |  |  |  |  |  |  |  |  |  |  |  |  |  |  |  |  |  |  |  |  |
|        |        |        |        |        |        |  |  |        |        |        |        |        |        |  |  |       |      |      |      | Ochiel         | Ochiel         | Ochiel         | Ochiel         | Ochiel         | Ochiel         |         |         | Ochielo             | Ochielo             | Ochielo             | Ochielo             | Ochielo             | Ochielo             |        |        | Imbo           | Imbo           | Imbo           | Imbo           | Imbo           | Imbo           |  |  |                                                                                               |                                                                                               |                                                                                               |                                                                                               |                                                                                               |                                                                                               |  |  |  |  |  |  |  |  |  |  |  |  |  |  |  |  |  |  |  |  |  |  |  |  |  |  |
|        |        |        |        |        |        |  |  |        |        |        |        |        |        |  |  |       |      |      |      |                |                |                |                |                |                |         |         |                     |                     |                     |                     |                     |                     |        |        |                |                |                |                |                |                |  |  |                                                                                               |                                                                                               |                                                                                               |                                                                                               |                                                                                               |                                                                                               |  |  |  |  |  |  |  |  |  |  |  |  |  |  |  |  |  |  |  |  |  |  |  |  |  |  |
|        |        |        |        |        |        |  |  |        |        |        |        |        |        |  |  |       |      |      |      | Ragem (jo Gem) | Ragem (jo Gem) | Ragem (jo Gem) | Ragem (jo Gem) | Ragem (jo Gem) | Ragem (jo Gem) |         |         | Migenya (jo Ugenya) | Migenya (jo Ugenya) | Migenya (jo Ugenya) | Migenya (jo Ugenya) | Migenya (jo Ugenya) | Migenya (jo Ugenya) |        |        | 1. Mumbo       | 1. Mumbo       | 1. Mumbo       | 1. Mumbo       | 1. Mumbo       | 1. Mumbo       |  |  | 2. Dimo (jo Yimbo) 3. Nyinek 4. Iro 5. Magak 6. Nyiywen 7. Nyikal 8. Rado 9. Julu (jo Kajulu) | 2. Dimo (jo Yimbo) 3. Nyinek 4. Iro 5. Magak 6. Nyiywen 7. Nyikal 8. Rado 9. Julu (jo Kajulu) | 2. Dimo (jo Yimbo) 3. Nyinek 4. Iro 5. Magak 6. Nyiywen 7. Nyikal 8. Rado 9. Julu (jo Kajulu) | 2. Dimo (jo Yimbo) 3. Nyinek 4. Iro 5. Magak 6. Nyiywen 7. Nyikal 8. Rado 9. Julu (jo Kajulu) | 2. Dimo (jo Yimbo) 3. Nyinek 4. Iro 5. Magak 6. Nyiywen 7. Nyikal 8. Rado 9. Julu (jo Kajulu) | 2. Dimo (jo Yimbo) 3. Nyinek 4. Iro 5. Magak 6. Nyiywen 7. Nyikal 8. Rado 9. Julu (jo Kajulu) |  |  |  |  |  |  |  |  |  |  |  |  |  |  |  |  |  |  |  |  |  |  |  |  |  |  |
|        |        |        |        |        |        |  |  |        |        |        |        |        |        |  |  |       |      |      |      | Ragem (jo Gem) | Ragem (jo Gem) | Ragem (jo Gem) | Ragem (jo Gem) | Ragem (jo Gem) | Ragem (jo Gem) |         |         | Migenya (jo Ugenya) | Migenya (jo Ugenya) | Migenya (jo Ugenya) | Migenya (jo Ugenya) | Migenya (jo Ugenya) | Migenya (jo Ugenya) |        |        | 1. Mumbo       | 1. Mumbo       | 1. Mumbo       | 1. Mumbo       | 1. Mumbo       | 1. Mumbo       |  |  | 2. Dimo (jo Yimbo) 3. Nyinek 4. Iro 5. Magak 6. Nyiywen 7. Nyikal 8. Rado 9. Julu (jo Kajulu) | 2. Dimo (jo Yimbo) 3. Nyinek 4. Iro 5. Magak 6. Nyiywen 7. Nyikal 8. Rado 9. Julu (jo Kajulu) | 2. Dimo (jo Yimbo) 3. Nyinek 4. Iro 5. Magak 6. Nyiywen 7. Nyikal 8. Rado 9. Julu (jo Kajulu) | 2. Dimo (jo Yimbo) 3. Nyinek 4. Iro 5. Magak 6. Nyiywen 7. Nyikal 8. Rado 9. Julu (jo Kajulu) | 2. Dimo (jo Yimbo) 3. Nyinek 4. Iro 5. Magak 6. Nyiywen 7. Nyikal 8. Rado 9. Julu (jo Kajulu) | 2. Dimo (jo Yimbo) 3. Nyinek 4. Iro 5. Magak 6. Nyiywen 7. Nyikal 8. Rado 9. Julu (jo Kajulu) |  |  |  |  |  |  |  |  |  |  |  |  |  |  |  |  |  |  |  |  |  |  |  |  |  |  |
|        |        |        |        |        |        |  |  |        |        |        |        |        |        |  |  |       |      |      |      |                |                |                |                |                |                |         |         |                     |                     |                     |                     |                     |                     |        |        |                |                |                |                |                |                |  |  |                                                                                               |                                                                                               |                                                                                               |                                                                                               |                                                                                               |                                                                                               |  |  |  |  |  |  |  |  |  |  |  |  |  |  |  |  |  |  |  |  |  |  |  |  |  |  |
|        |        |        |        |        |        |  |  |        |        |        |        |        |        |  |  |       |      |      |      |                |                |                |                |                |                |         |         | Uyawa               | Uyawa               | Uyawa               | Uyawa               | Uyawa               | Uyawa               |        |        | Muljwok        | Muljwok        | Muljwok        | Muljwok        | Muljwok        | Muljwok        |  |  |                                                                                               |                                                                                               |                                                                                               |                                                                                               |                                                                                               |                                                                                               |  |  |  |  |  |  |  |  |  |  |  |  |  |  |  |  |  |  |  |  |  |  |  |  |  |  |
|        |        |        |        |        |        |  |  |        |        |        |        |        |        |  |  |       |      |      |      |                |                |                |                |                |                |         |         | Uyawa               | Uyawa               | Uyawa               | Uyawa               | Uyawa               | Uyawa               |        |        | Muljwok        | Muljwok        | Muljwok        | Muljwok        | Muljwok        | Muljwok        |  |  |                                                                                               |                                                                                               |                                                                                               |                                                                                               |                                                                                               |                                                                                               |  |  |  |  |  |  |  |  |  |  |  |  |  |  |  |  |  |  |  |  |  |  |  |  |  |  |
|        |        |        |        |        |        |  |  |        |        |        |        |        |        |  |  |       |      |      |      |                |                |                |                |                |                |         |         |                     |                     |                     |                     |                     |                     |        |        |                |                |                |                |                |                |  |  |                                                                                               |                                                                                               |                                                                                               |                                                                                               |                                                                                               |                                                                                               |  |  |  |  |  |  |  |  |  |  |  |  |  |  |  |  |  |  |  |  |  |  |  |  |  |  |
|        |        |        |        |        |        |  |  |        |        |        |        |        |        |  |  |       |      |      |      |                |                |                |                |                |                |         |         | Alego (jo Alego)    | Alego (jo Alego)    | Alego (jo Alego)    | Alego (jo Alego)    | Alego (jo Alego)    | Alego (jo Alego)    |        |        | Chwanya        | Chwanya        | Chwanya        | Chwanya        | Chwanya        | Chwanya        |  |  | Omia                                                                                          | Omia                                                                                          | Omia                                                                                          | Omia                                                                                          | Omia                                                                                          | Omia                                                                                          |  |  |  |  |  |  |  |  |  |  |  |  |  |  |  |  |  |  |  |  |  |  |  |  |  |  |

Si les mariages inter-tribaux entre Luo et Abasuba sont fréquents et les relations avec les Luhya cordiales, la guerre contre les Gusii et, surtout, les Kalenjin-Nandi pour la possession des points d'eau, de la terre et du bétail sera perpétuelle jusqu'à l'arrivée des Britanniques au début du XXe siècle.
C'est entre 1874 et 1875 que les Luo rencontrent vraisemblablement leur premier explorateur européen en la personne d'Henry Morton Stanley alors qu'il effectue la circumnavigation, dans le sens des aiguilles d'une montre, du lac Victoria au départ de Kaghehi (à l'est de l'actuelle Mwanza) lors de son expédition d'exploration de 1874 à 1877
Dès leurs arrivées en 1898, les jo rachar (« hommes de race blanche » en luo) sont bien accueillis par les Luo que les Britanniques décrivent comme « un peuple, accueillant, curieux et communicatif ». L'évangélisation s'effectue rapidement et les premiers baptêmes ont lieu dès 1909.
À partir de 1915, la région au nord du golfe de Kavirondo devient, pour les Africains et grâce à Odera Akang'o, le creuset de la pédagogie scolaire du type « occidental » ainsi que la première région de l'Afrique orientale britannique à maîtriser l'anglais. Beaucoup de personnalités de l'élite kényane dans les domaines des sciences et de la littérature proviennent toujours de cette région.
Les terres occupées par les Luo étant relativement infertiles, ils n'en sont pas dépossédés par les colonisateurs contrairement aux Kalenjin et aux Kikuyu des White Highlands et de la Rift Valley. Ce pourquoi, ils ne participent pas directement à la révolte des Mau Mau entre 1952 et 1956. Cependant, un désir d'indépendance s'installe aussi dans la région grâce à des hommes comme Achieng' Oneko, Walter Odede, Oginga Odinga et Tom Mboya. Argwings Kodhek fut le principal avocat des révoltés Mau Mau devant les tribunaux.
Depuis l'indépendance du Kenya en 1963, les tensions entre Luo et Kikuyu sont continuelles. Les deux groupes ne s'apprécient pas. Non pas à cause d'une différence ethnique mais consécutivement aux divergences de vue politiques qui ont débuté dès 1964 par des affrontements entre Oginga Odinga et Jomo Kenyatta.

## Culture

### Organisation sociale
Le système politique est, d'une part, de type féodal, fondé sur des chefs (ruoth au singulier et ruothi au pluriel) de clan mineurs liés à des chefs de clan puissants eux-mêmes plus ou moins inféodés au roi de Buganda. D'autre part, l'acquisition du pouvoir est de type électif.
Le sorcier est considéré comme un sage et joue un rôle social très important. Non seulement il est l'intermédiaire entre le monde des esprits et le monde des vivants et agit comme guérisseur mais s'il est considéré comme le plus sage, il intervient aussi comme médiateur lors d'un meurtre au sein du clan ou lors des combats entre clans.

### Enseignement
À l'époque pré-coloniale, il existe trois types d'écoles où l'enseignement, dispensé par des spécialistes du sigana (« l'histoire des Luo »), est centré sur l'histoire locale, le lignage, la loi coutumière, les pratiques spirituelles et la climatologie.
- pour les jeunes enfants :
  - la duol est une hutte construite au milieu du village (gunda bur). Selon l'historien Bethwell Allan Ogot, l'enseignement y est prodigué de 19 heures à l'heure du coucher[Ogot 1] ;
- pour les adolescents :
  - le chir est un endroit choisi par les chefs de plusieurs villages voisins. il est habituellement situé sous un grand arbre à une croisée de plusieurs chemins. Toujours selon B. A. Ogot, l'enseignement y est prodigué de 10 h à 14 h[Ogot 1]. On y enseigne aussi l'art de la guerre ;
- pour les adolescentes :
  - la siwindhe qui est la hutte d'une femme âgée et respectable du village[Ogot 2].

Dès 1906, le révérend anglican John Jamieson Willis (en) (devenu plus tard Primat d'Ouganda) fonde, à Maseno la première école du Kavirondo — et la deuxième au Kenya — pour les jeunes africains. Chaque chef de clan fut persuadé, par le révérend et, plus particulièrement, souvent de façon « militaire », par Odera Akang'o d'envoyer un ou deux de ses fils au pensionnat et de contribuer pécuniairement à l'achat d'uniformes scolaires. Grâce à ces deux soutiens, la région au nord du golfe de Kavirondo devient dès 1915, le creuset de la pédagogie scolaire du type « occidental » au détriment de l'enseignement traditionnel pré-colonial — mal vu par les Britanniques — qui est alors petit à petit abandonné.

### Tradition
Les Luo ne pratiquent ni la circoncision ni aucune forme de mutilation génitale féminine.
Le premier rite de la vie, qui s'appelle juogi (« les esprits »), se passe avant l'âge des deux ans de l'enfant. Il consiste à le nommer selon la situation/l'heure de la naissance et, surtout, selon le rêve d'un adulte de la proche famille vis-à-vis d'un ancêtre respecté. L'enfant est censé continuer la vie de cet ancêtre qui devient son ange gardien. L'esprit d'un ancêtre ayant eu une « mauvaise » vie est réputé être parti définitivement (envoyé en enfer sans retour) et ne peut intervenir. Avant cette intronisation, l'enfant est simplement appelé le « bébé fils/fille de (prénom de la maman) fille de (nom du lieu ou vit la maman) » (nyathi wuod/nya (...) nya (...)) ; après, l'enfant devient « prénom de l'enfant fils/fille de (prénom de la maman) fille de (nom du lieu ou vit la maman) » (par exemple : Omondi wuod Atieno nya Siaya).
La première initiation rituelle, appelée nak, dans la vie d'un Luo consiste à supprimer les quatre incisives et les deux canines inférieures des enfants.
Le mariage avec la naissance de jumeaux et, surtout, le décès sont, et restent, les moments les plus importants. Chacun de ces rites sont accompagnés par la musique traditionnelle appelée ohangla.

#### Mariage
Traditionnellement, les futurs mariés proviennent obligatoirement de clans différents. Bien que ce ne soit pas recommandé par le « Conseil des aînés » (jogondo), le Luo se marie aussi fréquemment en dehors de la tribu (surtout avec les Gusii). C'est à la jeune fille que revient la décision finale d'accepter ou non l'union matrimoniale.
Cette union traditionnelle implique plusieurs rituels dont trois cérémonies, toujours très ancrées, qui ont toutes lieu chez la future mariée : 
- la première appelée ayie (« j'accepte » en luo) implique le paiement d'une somme d'argent à la mère de sa future épouse par le futur marié ; c'est aussi, à ce moment, que sont débattues les modalités des étapes suivantes ;
- la deuxième étape, appelée keny, consiste en le don par le marié de bétail[note 12] au père de sa future épouse ;
- la troisième étape, le jour du mariage, est appelé thiek. Le plat traditionnel présenté au mari lors de son mariage sera du gweno (« jeune poule » ou « poulet ») braisé en sauce liquide. Toutes les parties de l'animal sont dans la casserole (y compris les pattes) afin de prouver qu'il n'y a rien à cacher et, le cou sera réservé au jeune marié. Souvent les deux dernières étapes sont effectuées en même temps.

Comme dans les autres communautés du Kenya, le mariage parmi les Luo est actuellement « occidentalisé » avec, aussi, une cérémonie religieuse.
Dès après le rite de l'ayie, l'union maritale est réputée formée. Cependant, si l'épouse décède avant que le mari n'aie réalisé le rite du keny, la famille de la défunte vient « récupérer » son corps pour l'enterrer dans la propriété familiale et l'union est réputée nulle (même si des enfants sont issus de cette union).
Après le rite du keny,
- si l'épouse décède, sa famille propose au veuf de choisir parmi les plus jeunes sœurs ou cousines, non mariées, de la défunte une nouvelle épouse. cette nouvelle union s'effectue sans aucune contrepartie (ayie et keny) ;
- si l'époux décède, la famille de la veuve[note 13] la propose en lévirat à un jeune frère ou cousin du défunt aussi sans aucune contrepartie[note 14]. Si des enfants naissent de ce lévirat, ils portent le nom du défunt et non du père biologique.

Les Luo pratiquent l'exogamie et la polygynie. Cette dernière coutume est encore rarement pratiquée de nos jours bien que toujours autorisée par l'actuelle Constitution kényane ; pour autant que le mari subvienne aux besoins de toutes ses « épouses » et de leurs enfants.
Puisque dès le rite de l'ayie l'union maritale est réputée formée, le mari peut déflorer son épouse, non loin de témoins des deux familles qui pourront prouver la virginité de la jeune fille en exhibant l'hymen. Cette action accomplie, la jeune femme reçoit de sa belle famille un petit cache sexe et un cieno (ceinture munie d'une queue). Ce cieno est porté soit jusqu'à son décès soit jusqu'à celui de son mari ; dans ce dernier cas, la ceinture est jetée sur le toit de la maison familiale.
Lors de la cérémonie du thiek, s'il s'agit d'une première épouse (mikayi), la mariée reçoit un couvre-chef, rappelant la forme d'une tiare, en payrus tressé appelé ligisa qui aura été confectionné par la première épouse du plus âgé de ses beaux-frères. Cette coiffe, portée lors des événements familiaux ou lorsqu'elle rend visite à ses filles mariées, permet de la distinguer directement.
Il est absolument interdit à un mari de toucher sa belle-mère (coutume du lur « respect »). Avant la naissance du premier enfant, les deux personnes doivent même se tourner le dos pour se parler et le mari ne peut entrer dans la maison de sa belle-mère.

#### Naissance multiple
Une naissance multiple (yawo rudi) est la seule qui donne lieu à des rituels. Le premier né sera prénommé Apiyo (pour une fille) ou Opiyo (pour un garçon), le deuxième Adongo (pour une fille) ou Odongo (pour un garçon) et le troisième (ou l'enfant suivant) Akelo (pour une fille) ou Okelo (pour un garçon).

#### Décès

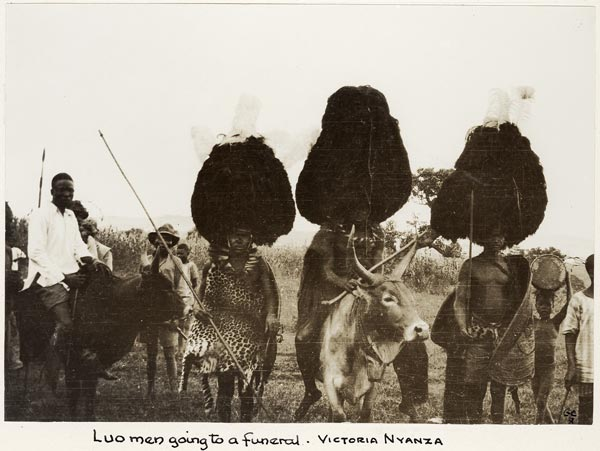
Les funérailles (tero buru) d'un adulte de sexe masculin.

Le rituel le plus important reste le décès d'un adulte. Cette dernière cérémonie est appelée tero buru (littéralement « emmener les cendres » en luo) du fait que les femmes s'enduisent le corps des cendres d'un feu de camp. Elle signifie l'action d'« accompagner le passage à la mort ».

Ce rite peut paraitre violent par le fait que, lors de l'enterrement d'un homme adulte, les hommes traversent le village juchés sur des taureaux, en habit traditionnel guerrier, simulant l'empalement d'un hypothétique ennemi et que les taureaux sont introduits dans la maison du défunt. Les danses exécutées, par les femmes (que le défunt soit un homme ou une femme), sont censées emporter les mauvais esprits de cette maison et se termineront également à l'intérieur.

Bien que ces pratiques n'aient plus cours aujourd'hui, le rite funéraire donne toujours lieu à des rassemblements excédant, souvent, plusieurs centaines de personnes et durent trois jours et trois nuits. Les femmes présentes au rite se réunissent, chaque nuit et tout au long de celle-ci, pour une veillée funèbre.

Traditionnellement, le défunt reste, toujours à l'heure actuelle, enterré, non pas au cimetière mais, dans sa ber gi dala (en luo, littéralement « c'est bon pour le domicile familial »), c'est-à-dire la propriété familiale. Le jour de l'enterrement, c'est le prêtre qui se déplace pour accomplir le rite funéraire chrétien.

Les veuves et les filles n'héritent jamais. Dans le meilleur des cas pour elles, et avec l'agrément de la famille du défunt, la nue-propriété des biens est transmise aux fils et l'usufruit à la veuve qui a le statut de première épouse.

### Cuisine
Les Kavirondos sont les inventeurs du gâteau de mouches.

### Le papyrus

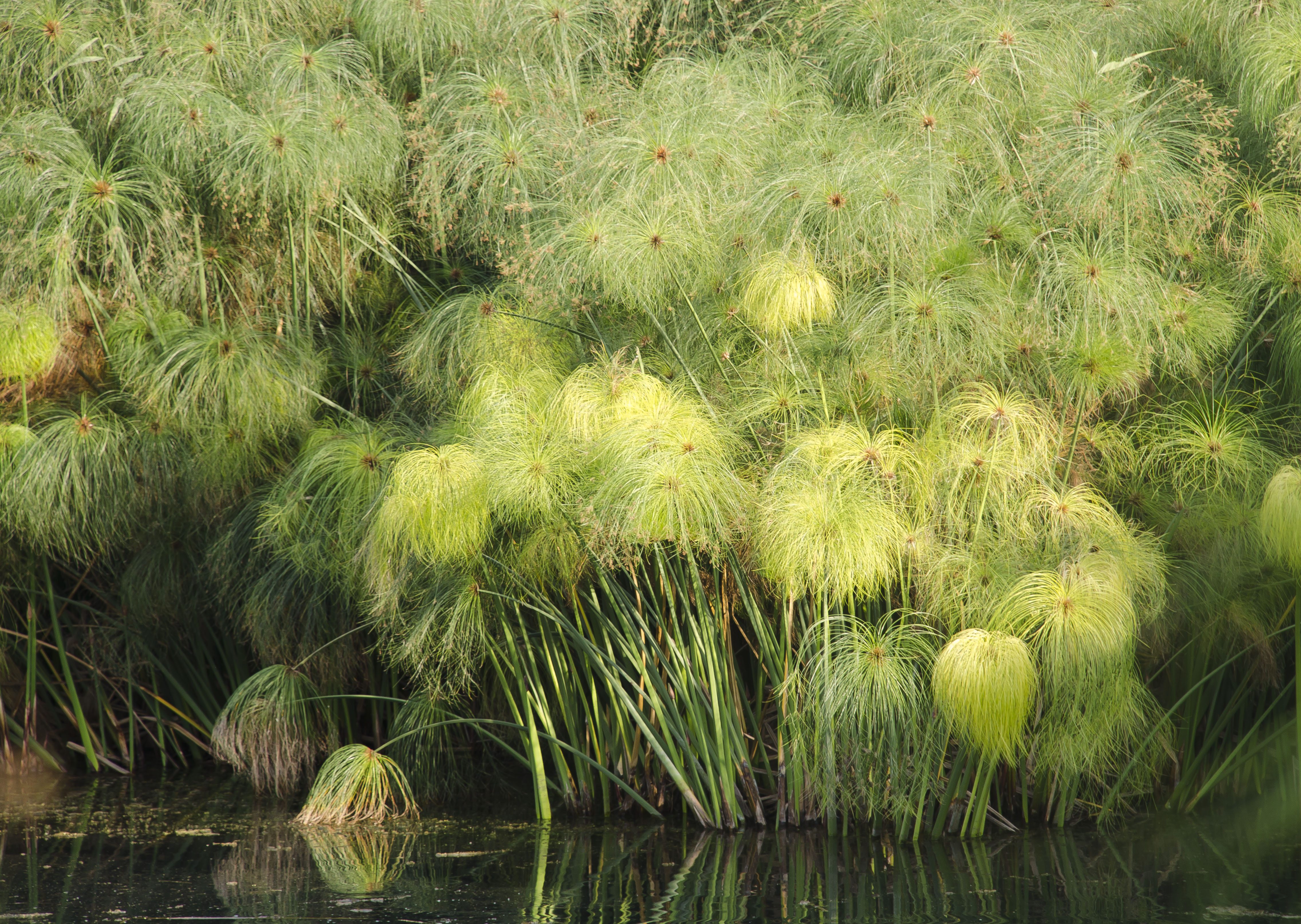
Cyperus papyrus.

Le Cyperus papyrus pousse en abondance sur les rives du lac Victoria, du marais de Yala et des différentes rivières. C'est un matériau d'importance capitale dans la vie quotidienne des Luo. Il sert, entre autres, à la confection de cordage, de vêtements, de matelas, d'objets symboliques, de boucliers, de nasses ou autres objets usuels.

### Habitat
Le village traditionnel (gweng') est formé par plusieurs ber gi dala (« propriétés familiales »), séparées entre elles par des pâturages et des terrains de culture. Parfois, le village est entouré d'un talus de terre (bur) ou d'une enceinte de pierres édifiée sans apprêt ni mortier (ohinga) comme à Thimlich Ohinga.
La propriété est de forme ronde, entièrement ceinte d'un rideau d'arbres et de buissons épineux (ojuok). Cette clôture est munie d'une entrée principale (rangach) et de plusieurs « passages secrets » (rot au singulier et roti au pluriel).
Le centre (appelé kul) est occupé par les bovins (dhiang' au singulier et dok au pluriel) et les chèvres rassemblés pour la nuit. Autour de cet espace, les différents bâtiments, de forme ronde, construits sur base d'une ossature à bois courts revêtue — intérieur et extérieur — d'un mélange de boue et de bouse, couverts d'un toit (tado) de chaume et sans autre ouverture que la porte. Le sol est en terre battue :
- une case (ot au singulier udi au pluriel)[note 16] pour chaque épouse ;
- une autre pour le fils aîné ;
- la hutte des adolescents (simba) qui est la plus proche de l'entrée et où ils font leurs premières expériences amoureuses et sexuelles ;
- les greniers à grain (dero au singulier et dere au pluriel) et le fenil (keyo) au plancher de bois surélevé[note 17]. L'ouverture du dero se fait en soulevant le toit qui repose alors sur une béquille en bois.

La hutte de la première épouse (mikayi), placée à l'opposé de la rangach, est la plus grande et entièrement ceinturée d'un porche (agola). C'est sous ce porche que sont effectuées la plupart des activités domestiques comme le concassage des grains sur la pierre à moudre (pong'), la cuisine, l'élevage des poules domestiques (gweno au singulier et gwen au pluriel) et la garde des petits animaux comme les chevreaux, les veaux ou les chiens (guok au singulier et guogi au pluriel).
La hutte de la deuxième épouse (nyachira) est construite à droite de celle de la première épouse tandis que celle de la troisième épouse (reru) est construite à sa gauche. Le reste de l'espace est utilisé pour la culture.

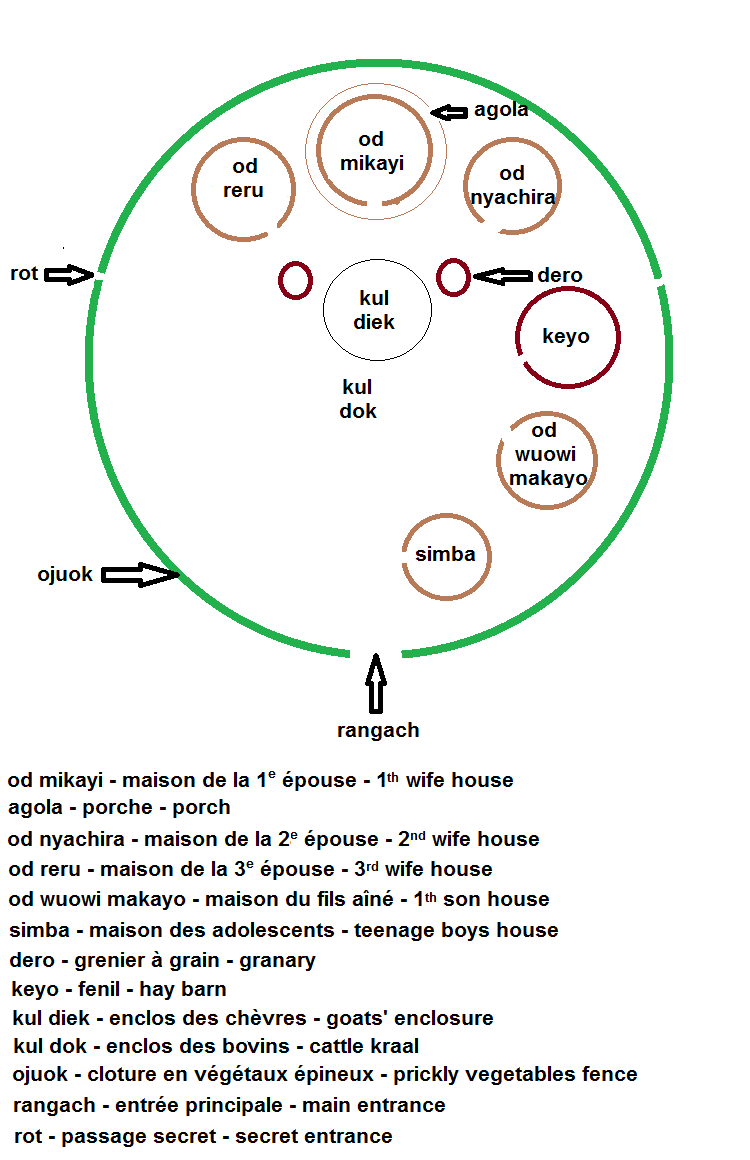
Organisation type d'une ber gi dala.
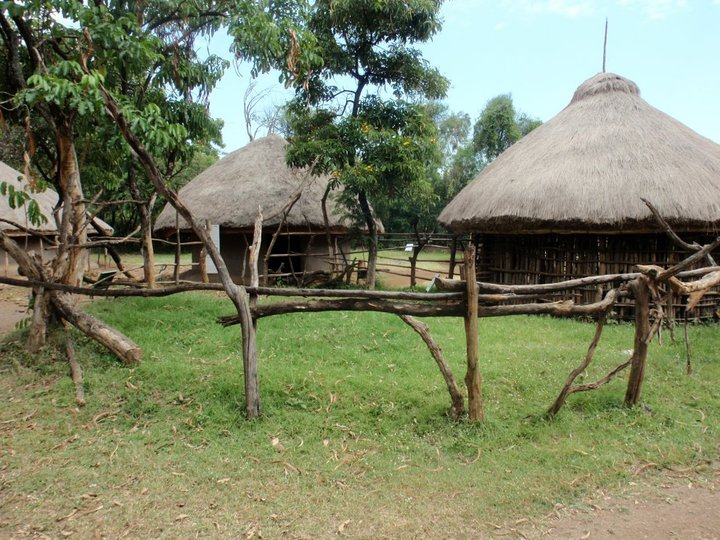
L'enclos du petit bétail (kul diek) et derrière, à droite, le fenil (keyo).
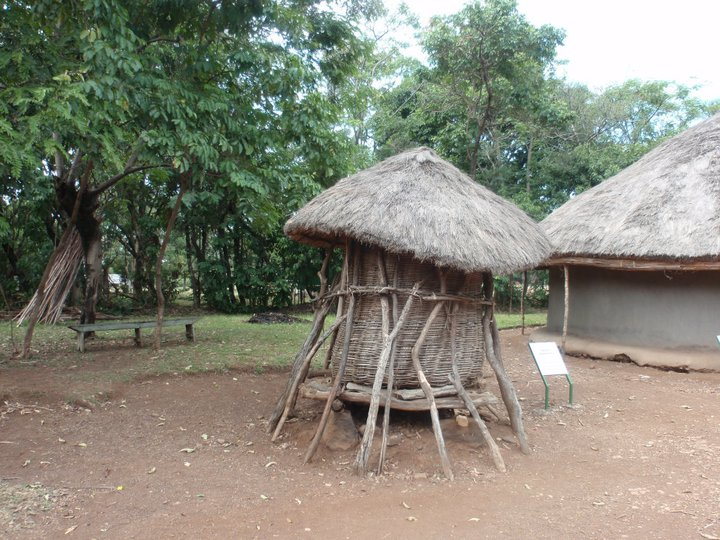
Le grenier à grains (dero).
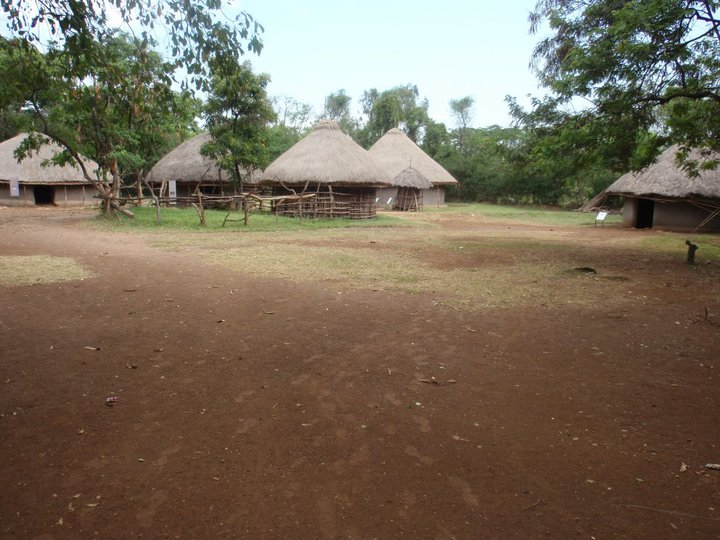
L'endroit où est gardé le gros bétail durant la nuit (kul dok).
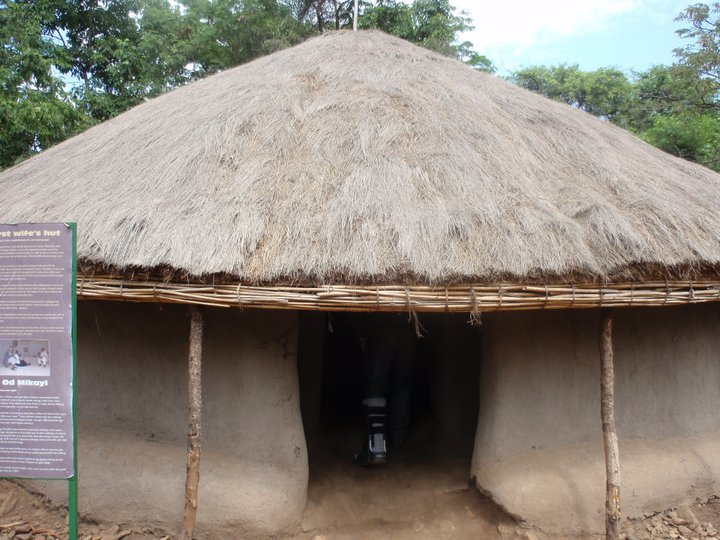
La maison (ot) de la première épouse (mikayi) avec son porche (agola).
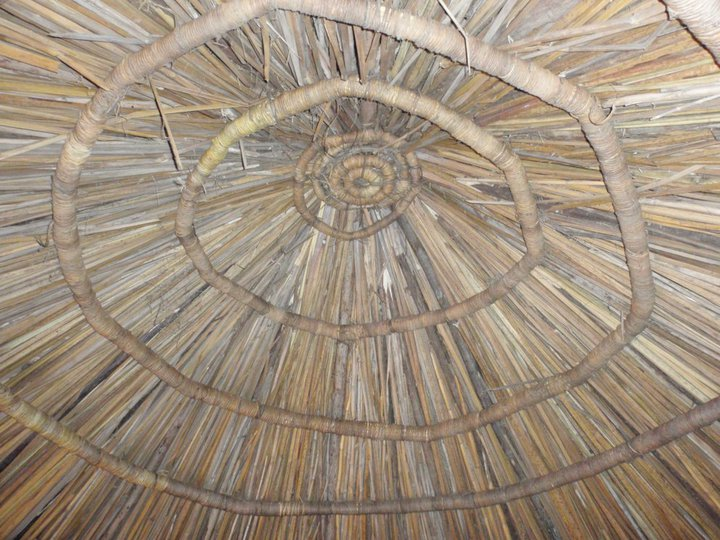
Détail d'un toit (tado) dans une case.

### Défense du territoire
Tous les villages d'un même clan (oganda) s'unissent pour défendre leur « territoire » (pinje) que ce soit vis-à-vis d'une autre tribu ou d'un autre clan.
Le chef de clan (ruoth) aidé du conseil des anciens (jodongo) prend la direction des jeunes guerriers (joweny) encadrés par des plus âgés (osumba mirawyi). Les combattants sont armés d'une longue lance (tong') et d'un large bouclier (okumba) en papyrus tressé. Ce bouclier à la particularité d'être plus large que haut et de former un angle afin de protéger les côtés du combattant (cf. image de l'infobox) ; parfois, il est hérissé de pointes afin d'être utilisé comme un éperon et pour empêcher l'ennemi de chercher le « corps à corps ».
Le visage et le corps sont enduits d'argile, la tête est coiffée d'un couvre-chef en plumes d'autruche (kondo udo) ou en queues de colobus (kondo bim).
La troupe est accompagnée du sorcier (jabilo). Son rôle est de servir de médiateur (ogaye) entre les belligérants. Lorsqu'il veut intervenir, il jette sa peau de léopard par terre entre les deux groupes.

### Vêtements, ornements, attributs symboliques
Lorsque le géologue anglais Felix Oswald arrive dans le Kavirondo en 1911, il décrit les Luo comme suit :
« Ceci doit sûrement être un jardin d'Éden, où les hommes et les femmes, jeunes et vieux, tous se promènent nus et sans complexe, sans aucune préoccupation pour n'importe laquelle de nos idées conventionnelles de décence et sans être entravés par des préceptes de mode ».

#### Vêtements
Le rôle premier d'un vêtement étant la protection contre les intempéries, le climat de la zone équatoriale requiert très peu de protection. La pigmentation de la peau du type humain noir étant générée par une forte concentration d'eumélanine, la protection contre les rayons UV est la meilleure du genre humain.

En général, seuls les bergers porte, sur leurs épaules, une pien « peau d'animal» — le plus souvent de chèvre (pien nyadiel) — pour se protéger du froid nocturne.

Les guerriers portent aussi parfois des peaux d'animaux, mais ici, pour se protéger des blessures. La peau de léopard portée par le chef de clan et le sorcier a plus un rôle de sémiotique visuelle que de protection.

#### Ornements et accessoires
Ceux-ci sont constitués, chez les deux sexes, de stadi (« anneaux d'oreille en métal du type créole »), de tik (« colliers ») de cou (tik ng'u) ou de taille (tik nungo) assemblés à partir de coquilles de gastéropode et de bracelets métalliques portés aussi bien aux doigts (appelés tere), qu'aux poignets, aux bras ou aux jambes (on parle alors de minyonge). La scarification (ngo'ol) de l'abdomen, chez les adultes, est aussi parfois pratiquée.

L'ornement principal, chez l'homme, est l'ogut (« coiffe ») souvent ornée de plumes et de leke njiri (« défenses de phacochère ») ou de leke rawo (« incisives inférieures d'hippopotame »). La coiffe de guerre ou de cérémonie, plus imposante, est ornée de plumes d'autruche et de queues de singe. Lorsqu'ils se déplacent dans des « lieux sauvages », les hommes portent aussi, en sautoir, une pand ligangla (« dague ») et tiennent à la main soit une okwajo (« canne ») soit une tong' dindo (« lance courte ») qui, non seulement, les aide dans leur marche mais, aussi, leur permet de se défendre contre les serpents.

#### Attributs symboliques

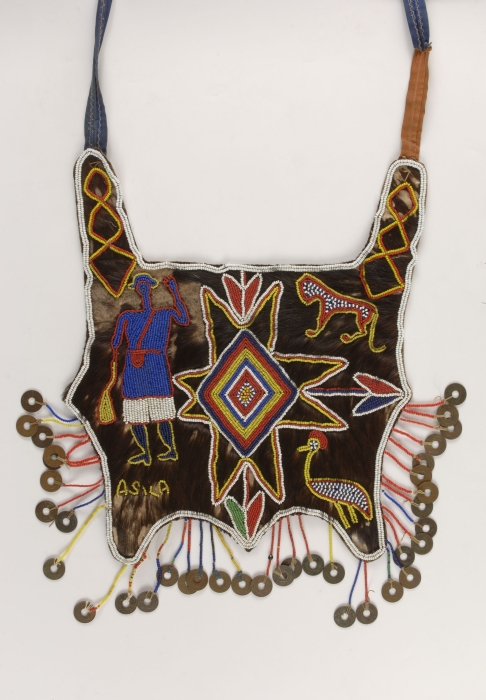
Un olemo.

Les attributs symbolisant la classe ou le statut social peuvent varier entre les deux sexes.

##### Chez les femmes
- Le cieno (« ceinture munie d'une queue ») et l'olemo (« petit tablier cache-sexe ») qu'elles portent dès qu'elles ne sont plus vierges
- Le ligisa (« couvre-chef en forme de tiare ») porté la mikayi (« première épouse ») (cf. [[:|image de la section « Mariage »]])

##### Chez les hommes
- La peau de léopard portée par le chef de clan et le sorcier
- La coiffe en poil de crinière de lion portée par le chef de clan ainsi que la lance sacrée transmise de chef en chef
- Les nombreux ngaga (« perçages des hélix d'oreille garnis d'une coquille de gastéropode ») portés par les jogondo (« aînés »)

##### Chez les deux sexes
- L'olendo (« couronne tressée avec des feuilles d'arbres ») porté par les jomumbo qui sont des personnes sujettes à de nombreuses crises d'hystérie et réputées possédées par l'esprit du lac (Mumbo).
- Divers accessoires (collier de tête, dents d'animaux, masque en fibre végétale) cachant en grande partie le visage des jojuok (personnes possédées autres que les jomumbo) ou de certains ajuoga (« devins en relation avec les esprits »). Les attributs des personnes possédées ne sont pas un signe d'ostracisme mais bien de tolérance.

#### Européanisation
Dès la venue des missionnaires chrétiens et l'organisation des premiers baptêmes en 1909, la société luo, les hommes d'abord, opte rapidement pour des vêtements occidentaux et un premier prénom chrétien tout en gardant, en deuxième rang, un prénom traditionnel.
Les hommes vont soit jusqu'à porter la tenue européenne classique en ce, y compris, des chaussures, soit opter pour une tenue du type « swahilie » qu'ils continuent à garnir d'ornements et d'accessoires traditionnels.
Les femmes portent soit des kanga, soit des robes simples, souvent à fleurs, et coiffent leur tête d'un foulard noué dans le cou. Rare sont celles qui portent des chaussures. Le seul attribut symbolique reste le ligisa.
Ceux et celles qui adoptaient pleinement ce nouveau style furent surnommés lony ou nanga (« civilisé ») ou encore janaga (« bien vêtu »). Quant à ceux qui reçurent une éducation scolaire, leur surnom fut odiero (« bien éduqué », littéralement « perle »).

### Croyances religieuses
Traditionnellement, les Luo sont monothéistes. Ils croient en un créateur suprême appelé Were ou Nyasaye. Celui-ci se manifeste dans les choses quotidiennes comme le soleil, la lune, le lac ou certains animaux sauvages comme le python mais n'intervient pas directement dans la vie des hommes.
Ils pratiquent le culte des ancêtres. C'est leurs esprits (juok au singulier et juogi au pluriel) qui influencent la vie des hommes en apportant bonheur ou malheur. L'esprit de l'ancêtre dont le nom a été donné à un enfant est censé revivre à travers celui-ci et devenir son ange gardien (cf. section détaillée : « Tradition, rite des juogi »).
Leur croyance associe les phénomènes naturels à certains esprits : Wuon koth pour la pluie, Nyakalaga pour le vent. Le lac Victoria possède aussi son esprit appelé Mumbo. C'est le plus actif des esprits. Ceux qui en sont possédés sont caractérisés par des crises d'hystérie. Ils sont appelés jomumbo (jamumbo au singulier) et se doivent de porter sur leur tête une couronne de feuilles d'arbre (ce signe distinctif est appelé olendo). Tous les autres « possédés » sont appelés jojuok (jajuok au singulier).
Chaque clan de la communauté des Luo possède son sorcier-guérisseur (jabilo). Certains sorciers appelés ngwecho (traduction littérale : « chien renifleur ») sont censés reconnaitre la présence des mauvais esprits rien qu'en humant l'air, d'autres comme les jokoth intercèdent auprès de Wuon koth l'esprit de la pluie. Le jabilo intervient aussi comme médiateur lors d'un meurtre au sein du clan ou lors des combats entre tribus. Il est, alors, appelé un ogaye.
Une naissance multiple est aussi le résultat de l'action d'un esprit. Outre que les enfants reçoivent des prénoms bien spécifiques (cf. section détaillée : « Tradition, naissance multiple »), les parents et les enfants restent confinés chez eux pendant une semaine pendant que les voisins chantent et dansent pour faire fuir l'esprit.
Lors de l'arrivée des Britanniques dans l'ouest du Kenya, les Luo se sont rapidement convertis au christianisme. Les premiers baptêmes ont lieu en 1909. Très vite aussi, sont apparus des mouvements religieux syncrétistes comme Nomiya Luo Church ou, plus tard, Legio Maria en rébellion, non pas contre le message de Dieu mais, contre le monopole des prêtres pour enseigner ce message.
|                                  |                                  |                                  |                                  |                                  |                                  |                         |                         | Were (Nyasaye) (Dieu)            |                                  |                                  |                                  |                                                  |                                                  |                                                  |                                                  |                                                  |                                                  |                                      |                                      |                                      |                                      |  |  |                                  |                                  |                                  |                                  |                                  |                                  |  |  |  |  |  |  |  |  |  |  |  |  |  |  |  |  |  |  |  |  |  |  |  |  |  |  |
|                                  |                                  |                                  |                                  |                                  |                                  |                         |                         |                                  |                                  |                                  |                                  |                                                  |                                                  |                                                  |                                                  |                                                  |                                                  |                                      |                                      |                                      |                                      |  |  |                                  |                                  |                                  |                                  |                                  |                                  |  |  |  |  |  |  |  |  |  |  |  |  |  |  |  |  |  |  |  |  |  |  |  |  |  |  |
|                                  |                                  |                                  |                                  |                                  |                                  |                         |                         | Oloo (Adam)                      |                                  |                                  |                                  |                                                  |                                                  |                                                  |                                                  |                                                  |                                                  |                                      |                                      |                                      |                                      |  |  |                                  |                                  |                                  |                                  |                                  |                                  |  |  |  |  |  |  |  |  |  |  |  |  |  |  |  |  |  |  |  |  |  |  |  |  |  |  |
|                                  |                                  |                                  |                                  |                                  |                                  |                         |                         |                                  |                                  |                                  |                                  |                                                  |                                                  |                                                  |                                                  |                                                  |                                                  |                                      |                                      |                                      |                                      |  |  |                                  |                                  |                                  |                                  |                                  |                                  |  |  |  |  |  |  |  |  |  |  |  |  |  |  |  |  |  |  |  |  |  |  |  |  |  |  |
|                                  |                                  |                                  |                                  |                                  |                                  |                         |                         | Magoyi (Noé)                     |                                  |                                  |                                  |                                                  |                                                  |                                                  |                                                  |                                                  |                                                  |                                      |                                      |                                      |                                      |  |  |                                  |                                  |                                  |                                  |                                  |                                  |  |  |  |  |  |  |  |  |  |  |  |  |  |  |  |  |  |  |  |  |  |  |  |  |  |  |
|                                  |                                  |                                  |                                  |                                  |                                  |                         |                         |                                  |                                  |                                  |                                  |                                                  |                                                  |                                                  |                                                  |                                                  |                                                  |                                      |                                      |                                      |                                      |  |  |                                  |                                  |                                  |                                  |                                  |                                  |  |  |  |  |  |  |  |  |  |  |  |  |  |  |  |  |  |  |  |  |  |  |  |  |  |  |
|                                  |                                  |                                  |                                  |                                  |                                  |                         |                         |                                  |                                  |                                  |                                  |                                                  |                                                  |                                                  |                                                  |                                                  |                                                  |                                      |                                      |                                      |                                      |  |  |                                  |                                  |                                  |                                  |                                  |                                  |  |  |  |  |  |  |  |  |  |  |  |  |  |  |  |  |  |  |  |  |  |  |  |  |  |  |
| Jorachere (Sem)                  | Jorachere (Sem)                  | Jorachere (Sem)                  | Jorachere (Sem)                  | Jorachere (Sem)                  | Jorachere (Sem)                  |                         |                         | Joratenge (Ham)                  | Joratenge (Ham)                  | Joratenge (Ham)                  | Joratenge (Ham)                  | Joratenge (Ham)                                  | Joratenge (Ham)                                  |                                                  |                                                  | Jarabuore (Japhet)                               | Jarabuore (Japhet)                               | Jarabuore (Japhet)                   | Jarabuore (Japhet)                   | Jarabuore (Japhet)                   | Jarabuore (Japhet)                   |  |  |                                  |                                  |                                  |                                  |                                  |                                  |  |  |  |  |  |  |  |  |  |  |  |  |  |  |  |  |  |  |  |  |  |  |  |  |  |  |
| Jorachere (Sem)                  | Jorachere (Sem)                  | Jorachere (Sem)                  | Jorachere (Sem)                  | Jorachere (Sem)                  | Jorachere (Sem)                  |                         |                         | Joratenge (Ham)                  | Joratenge (Ham)                  | Joratenge (Ham)                  | Joratenge (Ham)                  | Joratenge (Ham)                                  | Joratenge (Ham)                                  |                                                  |                                                  | Jarabuore (Japhet)                               | Jarabuore (Japhet)                               | Jarabuore (Japhet)                   | Jarabuore (Japhet)                   | Jarabuore (Japhet)                   | Jarabuore (Japhet)                   |  |  |                                  |                                  |                                  |                                  |                                  |                                  |  |  |  |  |  |  |  |  |  |  |  |  |  |  |  |  |  |  |  |  |  |  |  |  |  |  |
|                                  |                                  |                                  |                                  |                                  |                                  |                         |                         |                                  |                                  |                                  |                                  |                                                  |                                                  |                                                  |                                                  |                                                  |                                                  |                                      |                                      |                                      |                                      |  |  |                                  |                                  |                                  |                                  |                                  |                                  |  |  |  |  |  |  |  |  |  |  |  |  |  |  |  |  |  |  |  |  |  |  |  |  |  |  |
| Ongola (Ancêtre des Mongols)     | Ongola (Ancêtre des Mongols)     | Ongola (Ancêtre des Mongols)     | Ongola (Ancêtre des Mongols)     | Ongola (Ancêtre des Mongols)     | Ongola (Ancêtre des Mongols)     |                         |                         | Ruma                             | Ruma                             | Ruma                             | Ruma                             | Ruma                                             | Ruma                                             |                                                  |                                                  | Inda (Ancêtre des Incas)                         | Inda (Ancêtre des Incas)                         | Inda (Ancêtre des Incas)             | Inda (Ancêtre des Incas)             | Inda (Ancêtre des Incas)             | Inda (Ancêtre des Incas)             |  |  |                                  |                                  |                                  |                                  |                                  |                                  |  |  |  |  |  |  |  |  |  |  |  |  |  |  |  |  |  |  |  |  |  |  |  |  |  |  |
| Ongola (Ancêtre des Mongols)     | Ongola (Ancêtre des Mongols)     | Ongola (Ancêtre des Mongols)     | Ongola (Ancêtre des Mongols)     | Ongola (Ancêtre des Mongols)     | Ongola (Ancêtre des Mongols)     |                         |                         | Ruma                             | Ruma                             | Ruma                             | Ruma                             | Ruma                                             | Ruma                                             |                                                  |                                                  | Inda (Ancêtre des Incas)                         | Inda (Ancêtre des Incas)                         | Inda (Ancêtre des Incas)             | Inda (Ancêtre des Incas)             | Inda (Ancêtre des Incas)             | Inda (Ancêtre des Incas)             |  |  |                                  |                                  |                                  |                                  |                                  |                                  |  |  |  |  |  |  |  |  |  |  |  |  |  |  |  |  |  |  |  |  |  |  |  |  |  |  |
|                                  |                                  |                                  |                                  |                                  |                                  |                         |                         |                                  |                                  |                                  |                                  |                                                  |                                                  |                                                  |                                                  |                                                  |                                                  |                                      |                                      |                                      |                                      |  |  |                                  |                                  |                                  |                                  |                                  |                                  |  |  |  |  |  |  |  |  |  |  |  |  |  |  |  |  |  |  |  |  |  |  |  |  |  |  |
| Abes (Ancêtre des Bantous)       | Abes (Ancêtre des Bantous)       | Abes (Ancêtre des Bantous)       | Abes (Ancêtre des Bantous)       | Abes (Ancêtre des Bantous)       | Abes (Ancêtre des Bantous)       |                         |                         | Podho (Ancêtre des Nilotes)      | Podho (Ancêtre des Nilotes)      | Podho (Ancêtre des Nilotes)      | Podho (Ancêtre des Nilotes)      | Podho (Ancêtre des Nilotes)                      | Podho (Ancêtre des Nilotes)                      |                                                  |                                                  | Togo (Ancêtre des Hamites)                       | Togo (Ancêtre des Hamites)                       | Togo (Ancêtre des Hamites)           | Togo (Ancêtre des Hamites)           | Togo (Ancêtre des Hamites)           | Togo (Ancêtre des Hamites)           |  |  |                                  |                                  |                                  |                                  |                                  |                                  |  |  |  |  |  |  |  |  |  |  |  |  |  |  |  |  |  |  |  |  |  |  |  |  |  |  |
| Abes (Ancêtre des Bantous)       | Abes (Ancêtre des Bantous)       | Abes (Ancêtre des Bantous)       | Abes (Ancêtre des Bantous)       | Abes (Ancêtre des Bantous)       | Abes (Ancêtre des Bantous)       |                         |                         | Podho (Ancêtre des Nilotes)      | Podho (Ancêtre des Nilotes)      | Podho (Ancêtre des Nilotes)      | Podho (Ancêtre des Nilotes)      | Podho (Ancêtre des Nilotes)                      | Podho (Ancêtre des Nilotes)                      |                                                  |                                                  | Togo (Ancêtre des Hamites)                       | Togo (Ancêtre des Hamites)                       | Togo (Ancêtre des Hamites)           | Togo (Ancêtre des Hamites)           | Togo (Ancêtre des Hamites)           | Togo (Ancêtre des Hamites)           |  |  |                                  |                                  |                                  |                                  |                                  |                                  |  |  |  |  |  |  |  |  |  |  |  |  |  |  |  |  |  |  |  |  |  |  |  |  |  |  |
|                                  |                                  |                                  |                                  |                                  |                                  |                         |                         |                                  |                                  |                                  |                                  |                                                  |                                                  |                                                  |                                                  |                                                  |                                                  |                                      |                                      |                                      |                                      |  |  |                                  |                                  |                                  |                                  |                                  |                                  |  |  |  |  |  |  |  |  |  |  |  |  |  |  |  |  |  |  |  |  |  |  |  |  |  |  |
| Ruba (Ancêtre des Yoruba, Niger) | Ruba (Ancêtre des Yoruba, Niger) | Ruba (Ancêtre des Yoruba, Niger) | Ruba (Ancêtre des Yoruba, Niger) | Ruba (Ancêtre des Yoruba, Niger) | Ruba (Ancêtre des Yoruba, Niger) |                         |                         | Ramogi (Ancêtre des peuples luo) | Ramogi (Ancêtre des peuples luo) | Ramogi (Ancêtre des peuples luo) | Ramogi (Ancêtre des peuples luo) | Ramogi (Ancêtre des peuples luo)                 | Ramogi (Ancêtre des peuples luo)                 |                                                  |                                                  | Amara (Ancêtre des Asmara, Érythrée)             | Amara (Ancêtre des Asmara, Érythrée)             | Amara (Ancêtre des Asmara, Érythrée) | Amara (Ancêtre des Asmara, Érythrée) | Amara (Ancêtre des Asmara, Érythrée) | Amara (Ancêtre des Asmara, Érythrée) |  |  | Kombe (Ancêtre des Nilo-hamites) | Kombe (Ancêtre des Nilo-hamites) | Kombe (Ancêtre des Nilo-hamites) | Kombe (Ancêtre des Nilo-hamites) | Kombe (Ancêtre des Nilo-hamites) | Kombe (Ancêtre des Nilo-hamites) |  |  |  |  |  |  |  |  |  |  |  |  |  |  |  |  |  |  |  |  |  |  |  |  |  |  |
| Ruba (Ancêtre des Yoruba, Niger) | Ruba (Ancêtre des Yoruba, Niger) | Ruba (Ancêtre des Yoruba, Niger) | Ruba (Ancêtre des Yoruba, Niger) | Ruba (Ancêtre des Yoruba, Niger) | Ruba (Ancêtre des Yoruba, Niger) |                         |                         | Ramogi (Ancêtre des peuples luo) | Ramogi (Ancêtre des peuples luo) | Ramogi (Ancêtre des peuples luo) | Ramogi (Ancêtre des peuples luo) | Ramogi (Ancêtre des peuples luo)                 | Ramogi (Ancêtre des peuples luo)                 |                                                  |                                                  | Amara (Ancêtre des Asmara, Érythrée)             | Amara (Ancêtre des Asmara, Érythrée)             | Amara (Ancêtre des Asmara, Érythrée) | Amara (Ancêtre des Asmara, Érythrée) | Amara (Ancêtre des Asmara, Érythrée) | Amara (Ancêtre des Asmara, Érythrée) |  |  | Kombe (Ancêtre des Nilo-hamites) | Kombe (Ancêtre des Nilo-hamites) | Kombe (Ancêtre des Nilo-hamites) | Kombe (Ancêtre des Nilo-hamites) | Kombe (Ancêtre des Nilo-hamites) | Kombe (Ancêtre des Nilo-hamites) |  |  |  |  |  |  |  |  |  |  |  |  |  |  |  |  |  |  |  |  |  |  |  |  |  |  |
|                                  |                                  |                                  |                                  |                                  |                                  |                         |                         |                                  |                                  |                                  |                                  |                                                  |                                                  |                                                  |                                                  |                                                  |                                                  |                                      |                                      |                                      |                                      |  |  |                                  |                                  |                                  |                                  |                                  |                                  |  |  |  |  |  |  |  |  |  |  |  |  |  |  |  |  |  |  |  |  |  |  |  |  |  |  |
|                                  |                                  |                                  |                                  | Podho (Ancêtre des Luo)          | Podho (Ancêtre des Luo)          | Podho (Ancêtre des Luo) | Podho (Ancêtre des Luo) | Podho (Ancêtre des Luo)          | Podho (Ancêtre des Luo)          |                                  |                                  | 15 autres fils (Ancêtres des autres peuples luo) | 15 autres fils (Ancêtres des autres peuples luo) | 15 autres fils (Ancêtres des autres peuples luo) | 15 autres fils (Ancêtres des autres peuples luo) | 15 autres fils (Ancêtres des autres peuples luo) | 15 autres fils (Ancêtres des autres peuples luo) |                                      |                                      |                                      |                                      |  |  |                                  |                                  |                                  |                                  |                                  |                                  |  |  |  |  |  |  |  |  |  |  |  |  |  |  |  |  |  |  |  |  |  |  |  |  |  |  |
|                                  |                                  |                                  |                                  | Podho (Ancêtre des Luo)          | Podho (Ancêtre des Luo)          | Podho (Ancêtre des Luo) | Podho (Ancêtre des Luo) | Podho (Ancêtre des Luo)          | Podho (Ancêtre des Luo)          |                                  |                                  | 15 autres fils (Ancêtres des autres peuples luo) | 15 autres fils (Ancêtres des autres peuples luo) | 15 autres fils (Ancêtres des autres peuples luo) | 15 autres fils (Ancêtres des autres peuples luo) | 15 autres fils (Ancêtres des autres peuples luo) | 15 autres fils (Ancêtres des autres peuples luo) |                                      |                                      |                                      |                                      |  |  |                                  |                                  |                                  |                                  |                                  |                                  |  |  |  |  |  |  |  |  |  |  |  |  |  |  |  |  |  |  |  |  |  |  |  |  |  |  |
|                                  |                                  |                                  |                                  | Ajwang' Ramogi                   |                                  |                         |                         |                                  |                                  |                                  |                                  |                                                  |                                                  |                                                  |                                                  |                                                  |                                                  |                                      |                                      |                                      |                                      |  |  |                                  |                                  |                                  |                                  |                                  |                                  |  |  |  |  |  |  |  |  |  |  |  |  |  |  |  |  |  |  |  |  |  |  |  |  |  |  |

La Bible fut seulement traduit en luo en 1953 (1891 pour le swahili).

### Sites sacrés

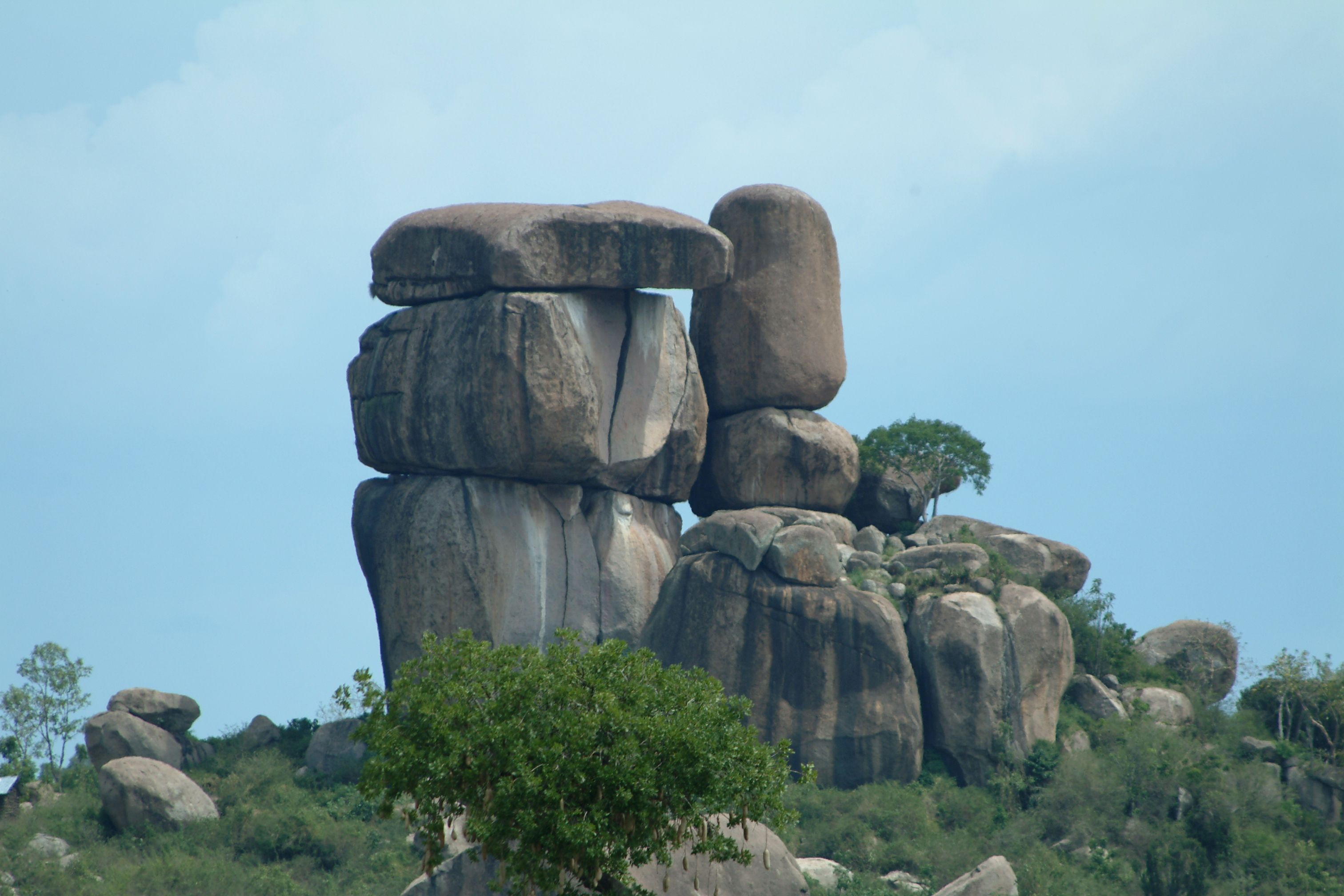
Le site de Kit Mikayi.

Il existe plusieurs sites sacrés dans le « Luoland » soit pour l'ensemble de la communauté, soit pour un clan particulier.
Le plus sacré des sites est Kit Mikayi (littéralement « roche de la première épouse »). Selon la légende, il représente la premièayi statufiée en pleurs lorsque son époux pris une deuxième puis une troisième épouse. Bien que l'endroit ne soit pas protégé par le gouvernement kényan, les Luo veillent jalousement à sa préservation. C'est aussi un site sacré pour les adeptes de la religion syncrétiste Legio Maria qui y laissent en permanence un gardien et y viennent fréquemment brûler des cierges tout au long de la nuit.
D'autres sites sacrés communs sont :
- l'île de Nedre (Ndere signifie « lieu de rencontre »). C'est l'endroit où se serait reposée la première mikayi dans son périple entre la Nubie et sa destination finale de Kit mikayi ;
- Got Ramogi (« colline de Ramogi »). C'est la colline où les premiers Luo arrivés dans la région du Kavirondo et emmenés par Ajwang' Ramogi s'installent et construisent le premier gunda bur (« village protégé par un talus de terre »).

### Musique
Si, comme chez la plupart des peuples africains, la musique et le chant sont inhérents à la vie quotidienne (moisson ou autres tâches journalières, réunions familiales) et aux cérémonies régulières et séculières (naissance multiple, mariage, décès), chez le Luo, le chant, la danse et la musique prennent une dimension hors du commun. Ils sont, réellement, présents au quotidien ; tout est prétexte à pousser, tout au long de la journée, la chansonnette ou à rythmer l'effort.

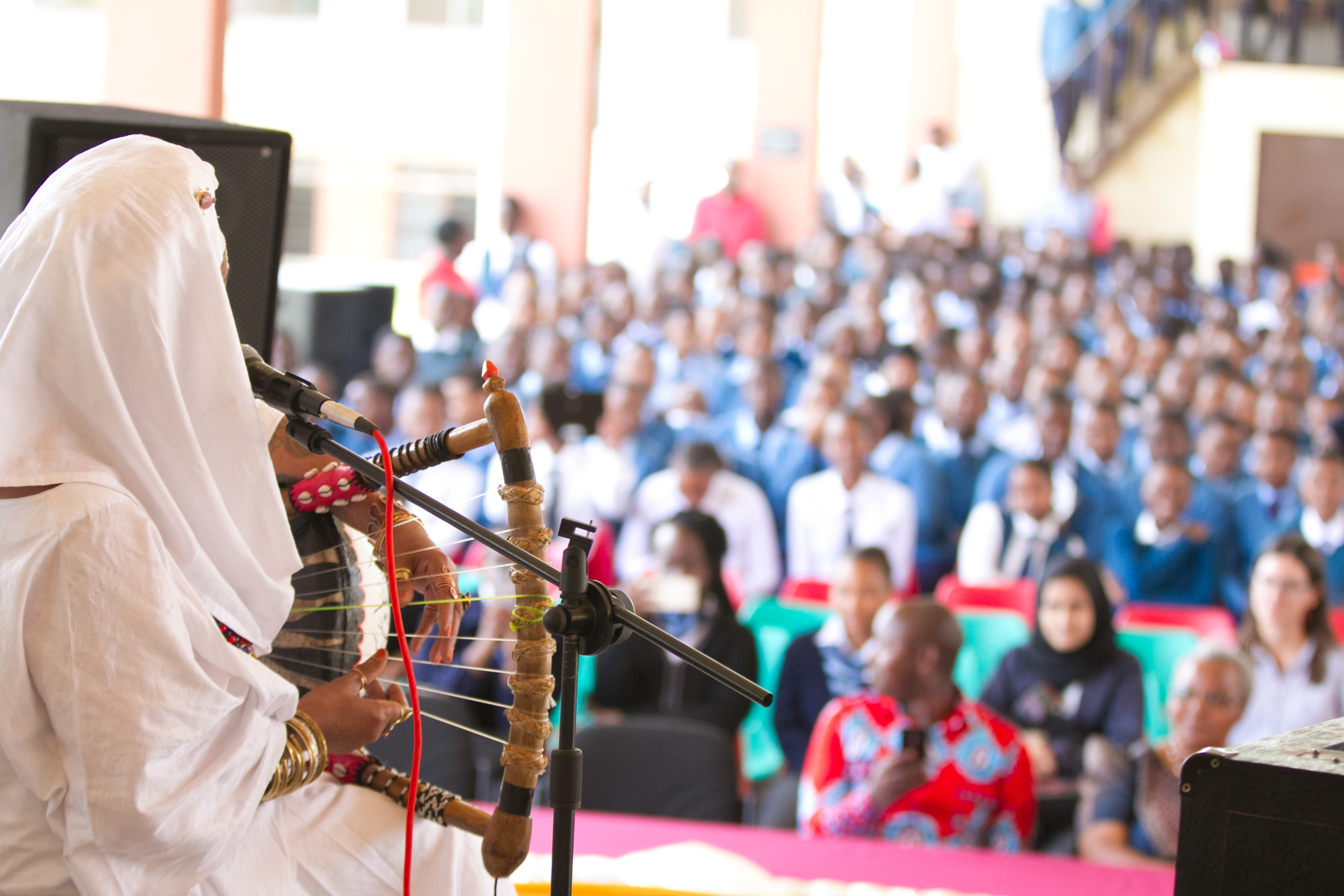
Joueuse de nyatiti en Tanzanie.

La musique traditionnelle est appelée dudu pour, par exemple, accueillir un visiteur ou les guerriers de retour de la bataille ou ohangla plus centrée sur le rapport avec les esprits donc plus journalière.
L'ululation appelée sigalagala est unique en son genre et appelle, simplement, les personnes présentes à danser.
Des instruments très divers sont utilisés :
- instruments à cordes comme la lyre nyatiti ou la vièle orutu ;
- instruments de percussion comme les tambours bunde, les grelots gara ;
- instrument à vent comme la corne oporo, la flûte asili.

Cette musique traditionnelle inspirera, au milieu du XXe siècle des styles musicaux nouveaux comme l'omutibo ou le benga.

### Cuisine

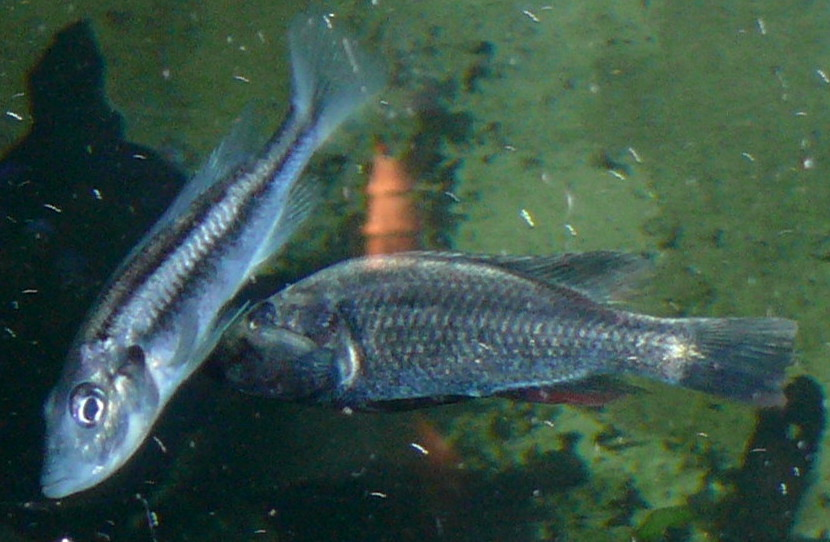
Haplochromis thereuterion, une des espèces d'Haplochromis endémiques du lac Victoria.

Les Luo connaissent le sel alimentaire depuis la Basse époque égyptienne. Celui-ci remonte par bateau et caravane la vallée du Nil mais reste malgré tout un luxe réservé et inabordable. Le salage des aliments est plutôt effectué avec du natron plus commun dans les régions de Nubie ou du Kenya.
À l'origine, ils sont pasteurs-agriculteurs et le bétail est utilisé pour son lait et rarement pour sa chair. La chair du gibier est salée, séchée et fumée (aliya). Traditionnellement, les Luo ne mangent que de la chair d'herbivores ; ils ont la crainte de manger un carnassier qui aurait, auparavant, dévoré un des leurs. Bien que le singe soit chassé et tué à cause des dégâts qu'il occasionne aux cultures, sa chair n'est, non plus, jamais consommée.
Les cultures sont celles du sorgho (bel) et de l'éleusine. Le maïs et les fèves ne seront introduits que plus tard par les colonisateurs. Les légumes sont fournis par des feuilles de plantes sauvages comme l'alot bo ou l'apoth (« légume glissant » en luo).
Arrivés sur les rives du lac Victoria dans l'actuel Kenya, ceux qui n'étaient déjà pas pêcheurs sur les mêmes rives, mais dans l'actuel Ouganda, ou sur celles du lac Albert ajoutent cette activité. La pêche est essentiellement constituée de bende, (« haplochromis »), odado (« barbeau »), kamango (« anguille ») et d'omena (« menu fretin » ou « ablette », le luo ne fait pas la distinction entre les deux termes). La pêche est consommée fraichement grillée ou après séchage au soleil. Le ngege (« tilapia ») et le mbuta (« perche du Nil ») seront introduits, plus tard, dans le lac Victoria par les Britanniques.

### La pêche et ses techniques

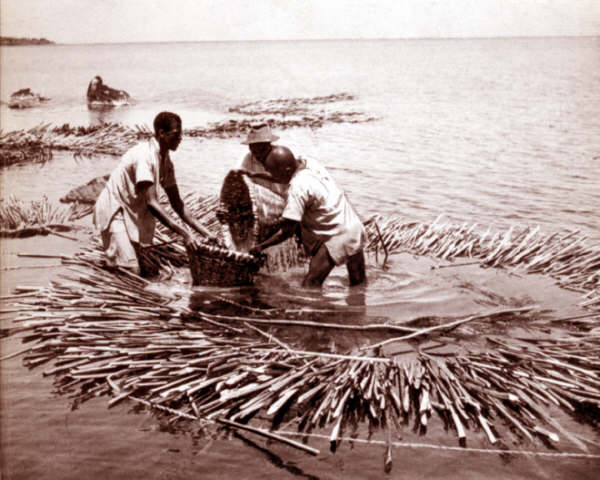
Pêche au « piège ».

Il existe plusieurs techniques de pêche :
- à l'aide de grands canots à rames pouvant emporter de 20 à 40 rameurs et dont les plus grands sont munis d'une voile carrée. La technique de fabrication est héritée des bateaux bugandais. Les filets utilisés sont soit du type filet horizontal, soit du type senne, plus tard, viendra aussi le filet maillant de fond.
De nos jours, si les pêcheurs utilisent toujours ce type d'embarcation, celle-ci est propulsée par un moteur hors-bord. Ils pratiquent aussi la pêche de nuit où des lampes flottantes au kérosène sont remorquées soit vers le rivage soit vers le bateau afin d'attirer le poisson vers les filets ;
- à pied en lançant des filets horizontaux ou en rabattant le poisson vers des pièges circulaires formés de tiges de papyrus ou de roseau ;
- avec des nasses coniques en papyrus ou en roseau tressé. Cette technique de pêche appelée osech kiteng'a est pratiquée, à pied, uniquement par les femmes mariées en rivière où dans les eaux peu profondes du lac.

## La société luo d'aujourd'hui
Les Luo ont complètement adopté le style de vie « à l'occidentale ». Près de 90 % de la population est alphabétisée et parle, outre le luo, les deux langues officielles (swahili et anglais). La première des langues étrangères qui a la faveur, en apprentissage à l'école, est le français.
Dans l'ordre d'importance, les religions pratiquées sont l'anglicanisme, le catholicisme, une doctrine syncrétiste mêlant foi chrétienne et culte des ancêtres, l'islam. Rares, même dans la plus jeune génération, sont les Luo athées.
Le fait que les Luo ne pratiquent pas la circoncision augmente, selon plusieurs études et les précisions de l'OMS, le risque de contamination au SIDA d'environ 60 % ce qui en fait le groupe avec la plus haute prévalence à cette maladie au Kenya. Des campagnes d'information poussent, depuis 2009, les adolescents à se faire circoncire.
Des traditions, subsistent :
- le nommage en deuxième rang avec un prénom traditionnel ;
- l'importance du rite funéraire avec des rassemblements excédant, souvent, plusieurs centaines de personnes et durant trois jours ainsi que la veillée funèbre par les femmes et ainsi que l'inhumation du défunt dans la propriété familiale ;
- l'impossibilité pour les veuves et les filles d'hériter ;
- le keny (payement, par le mari, d'une dot sous forme de bétail) ;
- la pratique du bura (« conférence », « débat ») lors de la survenance d'un problème intrafamilial grave ou récurrent.

## Personnalités luo

### Politique
- Argwings Kodhek (1923 à Malanga-Gem - 29 janvier 1969 à Nairobi), surnommé CMG pour Chiedo Mar Gem (« la perle de Gem »), avocat et homme politique décédé dans un accident de la circulation ;
- Grace Onyango (1927 à Gobei - °), première femme maire (bourgmestre), première femme membre d'un Parlement national, première femme présidente d'une Chambre parlementaire en Afrique ;
- Jaramogi Oginga Odinga (octobre 1911 à Bondo - 20 janvier 1994 à Kisumu), le premier vice-président du Kenya, inhumé dans un mausolée à Bondo ;
- John Robert Ouko (31 mars 1931 - 12 février 1990 entre Koru et Muhoroni?), ministre des Affaires étrangères du gouvernement de Daniel Arap Moi, décédé de façon suspecte, mais restée mystérieuse, dans les alentours de sa propriété de Koru près de Muhoroni ;
- Pamela Arwa Mboya (1939 à Maseno - 26 janvier 2009 en Afrique du Sud), épouse de Thomas Odhiambo Mboya, elle devint, après l'assassinat de son mari, un membre de la Kenya Women's Political Caucus et une déléguée permanente de l'ONU pour les « Établissements Humains » . Elle est inhumée dans la propriété familiale de Lambwe au nord-est du parc national de Ruma[15] ;
- Raila Amolo Odinga (7 janvier 1945 à Maseno - °), fils de Jaramogi Oginga Odinga, guide de l'opposition politique durant les élections présidentielles de décembre 2007 ;
- Ramogi Achieng' Oneko (1920 à Tieng'a - 2007 à Kunya), l'un des six pères fondateurs du Kenya indépendant ;
- Thomas Odhiambo Mboya (15 juillet 1930 à Thika - 5 juillet 1969 à Nairobi), d'origine luo, homme politique et ministre de l'Économie et du Développement sous le gouvernement de Jomo Kenyatta (Kamau wa Ngengi) avant d'être assassiné à Nairobi. Il fut inhumé dans un mausolée sur l'île de Rusinga[16],[17].

### Arts

#### Littérature
- Bethwell Allan Ogot (3 août 1929 à Gem - °), historien et, actuellement, chancelier à l'Université Moi ;
- Grace Ogot (15 mai 1930 à Asembo - °), première femme écrivain kényane de renommée internationale et épouse de Bethwell Allan Ogot.

#### Musique
- Ayub Ogada (? à Mombasa - °), musicien-chanteur-compositeur et virtuose de la lyre nyatiti compositeur de deux des thèmes musicaux du film The Constant Gardener ;
- Daniel Owino Misiani (22 février 1940 à Shirati, Tanzanie - 17 mai 2006 à Kisumu), chanteur-compositeur et un des pionniers de la musique benga, décédé dans un accident de matatu ;
- George Ramogi (1945 - 1997), musicien-chanteur-compositeur pionnier de la musique benga ;
- Suzanna Owiyo (10 mai 1975 à Kasaye-Nyakach - °), musicienne-chanteuse-compositrice parfois comparée à Tracy Chapman ou à Nina Simone ;
- Tony Nyadundo (1968 à Nyahera - °), musicien-chanteur-compositeur chantre du style musical ohangla.

### Sport
- Conjestina Achieng' (20 octobre 1980 à Umiru - °), première femme africaine à avoir gagné un titre mondial en boxe féminine.

### Divers
- Barack Obama Senior (1936 à Kanyadhiang’-Karachuonyo - 24 novembre 1982 à Nairobi), économiste au ministère des Finances kényan, il est enterré à Nyang’oma Kogelo. Il est le père de Barack Hussein Obama (1961) le 44e Président des États-Unis ;
- David Wasao, zoologiste, premier professeur d'université d'origine luo et premier professeur émérite du Kenya ;
- Joyce Aluoch (1947 - °), juge à la Cour pénale internationale et présidente du tribunal pour le Darfour[18] ;
- Odera Akang'o, chef tribal ayant forcé l'éducation scolaire au Kenya ;
- Gor k'Ogalo, chef tribal ;
- Washington Yotto Ochieng (1964), ingénieur kényan ;
- Okoth Ogendo (1er juillet 1944 à Gem-Rae - 24 avril 2009 à Addis-Abeba), avocat et professeur d'université ;
- Thomas Risley Odhiambo (4 février 1931 à Mombasa - 26 mai 2003 à Nairobi), professeur d'entomologie ;
- Fidelis Wainaina, née dans les années 1960 et morte le mars 2008, activiste et fondatrice du Maseno Interchristian Child Self Help Group.(MICH),